# Hiệp Thạnh, Gò Dầu
Hiệp Thạnh là một xã thuộc huyện Gò Dầu, tỉnh Tây Ninh, Việt Nam.

## Địa lý
Xã Hiệp Thạnh nằm ở phía bắc của huyện Gò Dầu, cách thị trấn Gò Dầu 3,5 km, cách thành phố Tây Ninh 34 km về hướng đông bắc, nằm cạnh sông Vàm Cỏ Đông và Quốc lộ 22B, có vị trí địa lý:
- Phía bắc giáp xã Thạnh Đức và huyện Dương Minh Châu
- Phía đông giáp xã Phước Thạnh và xã Bàu Đồn
- Phía tây giáp xã Phước Trạch và sông Vàm Cỏ Đông
- Phía nam giáp thị trấn Gò Dầu.

Xã Hiệp Thạnh có diện tích 38,75 km², dân số năm 2019 là 17.458 người, mật độ dân số đạt 451 người/km².

## Hành chính
Xã Hiệp Thạnh được chia thành 6 ấp: Cây Da, Chánh, Đá Hàng, Giữa, Tầm Lanh, Xóm Bố.